# داريو داينيلي
داريو داينيلي (Dario Dainelli)، (بونتيديرا بمقاطعة بيزا، 9 يونيو 1979)، لاعب كرة قدم إيطالي.
بدأ مسيرته الكروية مع نادي مودينا في عام 1998، وفي موسم 1998/1999 انتقل إلى نادي كافيزي، ولعب معهم 10 مباريات، وفي موسم 1999/2000 انتقل إلى نادي فيدليس أندريا، ولعب معهم 28 مباراة وسجل هدف واحد، وفي موسم 2000/2001 انتقل إلى نادي ليتشي، ولعب معهم 14 مباراة، وفي عام 2001 انتقل إلى نادي بريشا، ولعب معهم حتى عام 2004، وشارك معهم في 60 مباراة وسجل هدف واحد، وفي عام 2002 أعير إلى نادي فيرونا، ولعب معهم 13 مباراة، وفي عام 2005 انتقل إلى نادي فيورنتينا ولعب معهم 143 مباراة وسجل 7 اهداف ‘ ومنذ عام 2010 وهو يلعب مع نادي جنوى الإيطالي.
و قد بدأ باللعب مع منتخب إيطاليا لكرة القدم في عام 2005.

## روابط خارجية
- داريو داينيلي على موقع قاعدة بيانات كرة القدم.إي يو (الإنجليزية)
- داريو داينيلي على موقع ناشيونال فوتبول تيمز (الإنجليزية)
- داريو داينيلي على موقع Soccerway.com (الإنجليزية)
- داريو داينيلي على موقع عالم كرة القدم.نت (الإنجليزية)
- داريو داينيلي على موقع كووورة
- داريو داينيلي على موقع AS.com (الإسبانية)